# Eiji Oue
Eiji Oue (大植 英次 Ōue Eiji?), Hiroshima (Japón) 3 de octubre de 1956, es un director japonés de música clásica.

## Biografía
Oue, ya desde los cuatro años, comenzó a amar la música a través de una vecina profesora que le transmitió sus conocimientos pianísticos y la manera de disfrutar con los grandes clásicos. Hizo sus estudios de dirección con Hideo Saito (1902 – 1974), profesor de la Escuela de Música Toho Gakuen, considerada entre las mejores del mundo en su momento y la más completa de Japón. En 1978, Seiji Ozawa, que también había sido alumno de Saito, lo invitó a pasar el verano estudiando en el Tanglewood Music Center en Estados Unidos. Mientras estuvo allí, conoció a Leonard Bernstein en el Festival de Tanglewood, quien se llegaría a convertir en su mentor. Oue ganó el Premio Tanglewood Koussevitzky en 1980. También estudió con Bernstein como asistente del director en el Instituto Filarmónico de Los Ángeles (Los Angeles Philharmonic Institute).
Oue también participó en clases magistrales dirigidas por Claudio Abbado y Colin Davis y se convirtió en director musical de la Boston Youth Symphony Orchestras en 1982, cargo que ocupó hasta 1989. Fue director musical de la Filarmónica de Erie (Erie Philharmonic, en Erie (Pensilvania)) de 1990 a 1995. También desempeñó la función de director asociado de la Orquesta Filarmónica de Búfalo (Buffalo Philharmonic Orchestra, en Búfalo (Nueva York)) dirigiendo conciertos de la serie Casual Classics y Downtowner y condujo un concierto anual de "Bill at the Phil". De 1995 a 2002, fue director musical de la Orquesta de Minnesota, efectuando las primeras giras de la orquesta a Europa y Japón y grabando 20 CDs, la mayoría con Reference Recordings. Entre 1997 y 2003 Oue fue el director musical del Grand Teton Music Festival en Wyoming.
Después de una gira en 1997 con la Filarmónica de la Radio NDR en Hannover (NDR Radiophilharmonie), Oue fue nombrado su director principal en septiembre de 1998, permaneciendo hasta 2009. En 2003, fue nombrado director principal de la Orquesta Filarmónica de Osaka y en 2005 Oue hizo su debut en el Festival de Bayreuth dirigiendo Tristan und Isolde. Fue director musical de la Orquesta Sinfónica de Barcelona en septiembre de 2006 hasta 2010.
Entre las grabaciones comerciales destacan el Concierto para violín n.° 1 de Niccolò Paganini y el Concierto para violín n.° 8 de Louis Spohr con la Orquesta Sinfónica de la Radio Sueca y Hilary Hahn para Deutsche Grammophon.
Desde 2000 sigue siendo profesor de dirección en la Hochschule für Musik, Theater und Medien Hannover. En noviembre de 2005 recibió el Praetorius Musikpreis del estado de la Baja Sajonia y la Orden al Mérito de la Baja Sajonia (Niedersächsischer Verdienstorden) en 2009.
Ha dirigido a muchas de las principales orquestas del mundo como, entre otras, la Orquesta Filarmónica de Nueva York, Orquesta de Filadelfia, Orquesta Sinfónica de la Radio de Frankfurt, Orquesta Filarmónica de Múnich, Orquesta Filarmónica de Tokio, Orquesta Nacional de España u Orquesta Nacional de Lyon.
A 2021 sigue siendo director honorario de la Orquesta Filarmónica de Osaka y de la Filarmónica de la Radio NDR en Hannover.